# Peponocranium
Peponocranium là một chi nhện trong họ Linyphiidae.